# Otto von Schwerin (Diplomat, 1645)
Otto Graf von Schwerin (* 21. April 1645 in Berlin; † 8. Mai 1705 in Altlandsberg) war kurbrandenburgisch-preußischer Geheimer Rat und Diplomat.

## Leben

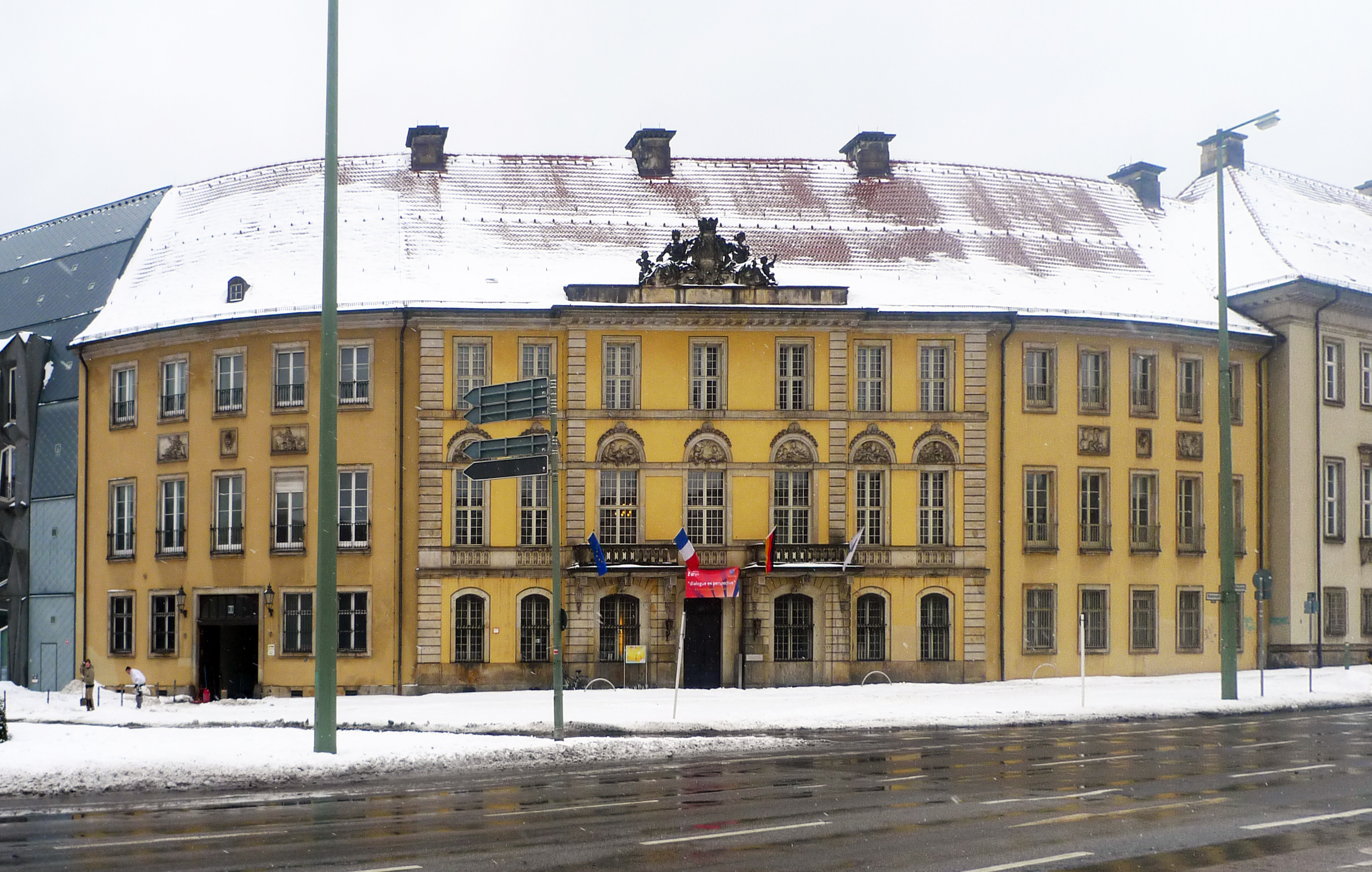
Das 1698 von Otto von Schwerin erworbene und anschließend von Jean de Bodt umgebaute Palais Schwerin am Molkenmarkt in Berlin

Otto von Schwerin (der Jüngere) entstammte der pommerschen Adelsfamilie Schwerin und war der Sohn des Oberpräsidenten und Geheimen Rats Otto von Schwerin (1616–1679).
Nach Bildungsreisen durch Holland und Frankreich wurde er 1667 Hauptmann des Landes Ruppin, 1668 Hof- und Kammergerichtsrat. Der Große Kurfürst sandte ihn in diplomatischer Mission nach Dresden, Hannover, Heidelberg, Leipzig und Quedlinburg. 1673 zum Geheimen Rat ernannt wurde er mehrmals nach London geschickt, um Karl II. zu überzeugen, dem Bund gegen Frankreich beizutreten. Nach dem Tod seines Vaters ging die Erbkämmererwürde der Kurmark auf ihn über, außerdem erbte er die väterlichen Ländereien. 1683 und 1686 wurde er als Gesandter zum Kaiser Leopold I. geschickt. 1689 wurde er auf Vorschlag des Kurfürsten zum Dompropst des Brandenburger Domkapitels gewählt; die Präbende hatte er bis zu seinem Tode 1705 inne.
Bei der Krönung des neuen Kurfürsten Friedrich III. trug er als Erbkämmerer das Zepter. Auch wenn Otto von Schwerin nie so hohe Ämter wie sein Vater innehatte, wurde er 1693 Amtshauptmann von Crossen, Züllichau und Schwiebus sowie Komtur des Johanniterordens. In den Jahren 1696 bis 1698 stand er bei Abwesenheit des Kurfürsten mehrmals an der Spitze des Geheimen Rates. Er war am Sturz des Ersten Ministers Eberhard von Danckelman beteiligt und Mitglied der Kommission, die das Verfahren gegen diesen leitete. Am 11. September 1700 wurde er vom Kaiser in den Reichsgrafenstand erhoben und seit dem 12. Juli 1701 war er Ritter des Schwarzen Adlerordens.

## Familie
Otto von Schwerin war seit 1668 mit Ermgard Marie von Quadt zu Wickradt (* 28. April 1651; † 12. November 1730) verheiratet und hatte folgende Kinder:
- Otto (* 5. Juni 1684; † 2. Januar 1755), Herr[2] auf Wolfshagen ⚭  Charlotte Eleonore Amalia Dorothea von Dönhoff (* 24. September 1703; † 16. März 1762) (Tochter von Otto Magnus von Dönhoff)
- Charlotte Louise (* 25. Januar (oder 14. Februar) 1672; † 24. Juli 1748)

⚭ Johann Siegmund von Heyden († 22. Oktober 1724)
⚭ 1726 Dionysius Georg Joachim von Blanckenburg († 1. Oktober 1745)
- Dorothea Maria  (* 1670; † 24. Juli 1729)

⚭ 1696 Friedrich Rudolf von Canitz
- Hedwig Henriette (* 5. Juli 1675, † 1744)

⚭ 23. Juni 1697 Franz Leopold Graf von Schönaich, Erbherr der Standesherrschaft Amtitz (heute Gębice, Gmina Gubin, Woiwodschaft Lebus, Polen)

## Werke
- Leopold von Orlich (Hrsg.): Briefe aus England über die Zeit von 1674 bis 1678 in Gesandtschafts-Berichten des Ministers Otto von Schwerin des Jüngern an den Großen Kurfürsten Friedrich Wilhelm. Reimer, Berlin 1837 (Volltext).